# マクシス
マクシス（Maxis）は、アメリカ合衆国のコンピューターゲーム開発スタジオであり、エレクトロニック・アーツの一部門。
1987年に設立され、1989年に『シムシティ』を発売し大ヒットとなる。その後、『シムピープル』（The Sims）およびその続編『ザ・シムズ2』を制作した。
『シムシティ』の続編など一連のシムシリーズをリリースしたが、1997年にエレクトロニック・アーツに買収・吸収され、その一部門となった。

## 概要
発表タイトルの大部分はシミュレーションをベースとしている。創始者のウィル・ライトはそれを「digital playgrounds」としてたとえている。また、『A列車で行こう』のように、当時はあまりヒットしていなかった作品もリリースしていた。
名前の由来は "Six AM"（午前6時）を逆から綴ったものであることがウィル・ライトから語られている。
また、マクシス株式会社として日本（恵比寿）に進出して間もない頃は、会社名をマキシスと表記している例が見られた。こちらも現在はエレクトロニック・アーツに買収・吸収されたため、マクシス株式会社は存在しない。

## 歴史

### 独立スタジオ時代
1987年にウィル・ライトと「idea guy」と呼ばれたジェフ・ブラウンによって、1989年にブローダーバンド社の協力の下、家庭用コンピュータで動作する『シムシティ』を発売するために設立された。『シムシティ』は「勝利」か「敗北」を明らかにする従来のようなゲームでは無く、これ以前のゲームのように、コモドール64において販社が興味を示した物ではなかったからである。その後『シムシティ』は長い間、もっとも有名で成功したビデオゲームのタイトルとなった。
『シムシティ』シリーズはその後、『シムシティ2000』（1993）、『シムシティ3000』（1999）、『シムシティ4』（2003）とリリースされた。また、1990年代に『ロボスポーツ』などのいくつかの非シムシリーズもリリースした。
『シムシティ』シリーズのそのような成功の後で、マクシスは「シム」を冠する、色々なタイトルを試みた。これらの試みのいくつかが『シムアース』、『シムアント』、『シムタワー』（ザ・タワー）、『シムライフ』、および『シムファーム』である。しかしこれらは、『シムピープル』を例外として、オリジナルの『シムシティ』とは違いヒットしなかった。
『シムシティ』の成功を受け、マクシスは新たな分野のゲームへの進出を試みたが、Crystal Skullや『シムコプター』といった新作が失敗に終わり経営状態が悪化。多額の損失と方向性の欠如により、マクシスは他社の傘下に入ることを検討し始めた。

### EAによる買収後
エレクトロニック・アーツ（EA）は、1997年7月28日にマクシスの買収を完了した。Origin SystemsやWestwood StudiosなどのEAによって買収された他の会社と比べて、マクシスの吸収はより遅いペースを取り、会社はウィル・ライトを含めたオリジナルのスタッフの何人かを保持し、マクシスのロゴの下で、製品も出荷されている。後に製品のロゴはEAにかわっていったが、現在でもマクシスが開発者である製品には、製品の箱やゲーム開始時には、マクシスのロゴが出てくる。
その後のマクシスの最も成功したシリーズは『ザ・シムズ』（日本語版は『シムピープル』、開発名ドールハウス）である。マクシスはオンライン版『シムズオンライン』を含めた、7つの拡張パックをリリースした。2004年には、オリジナルの疑似3Dとは対照的に完全3D環境に変化した、続編の『ザ・シムズ2』をリリースした。これ以後しばらくマクシスのロゴはゲームに現れなかったが、さらに続編の『ザ・シムズ3』で、2013年以降の拡張パック及び修正パッチの適用により、オープニングでマクシスのロゴが現れるようになった。
しかし、2013年版『シムシティ』がローンチ時の問題などによって失敗に終わったことを受け、カリフォルニア州エメリービルにあった主要スタジオは2015年に閉鎖された。

## エレクトロニック・アーツ吸収以前に発売されたゲーム
- シムシティシリーズ （シムシティ2000まで）
- シムタワー （日本語版のタイトルは「ザ・タワー」。下記参照）
- シムアース
- シムアント
- シムタウン
- シムゴルフ
- シムサファリ（英語版）
- シムコプター
- シムファーム
- ストリート・オブ・シムシティ
- シムチューン
- マーブルドロップ（英語版）
- シムアイル

### マクシスがローカライズした日本作品
- ザ・タワー（オープンブック）
- A列車で行こうシリーズ（アートディンク）